# 彼得·奥列戈维奇·托尔斯泰
彼得·奥列戈维奇·托尔斯泰（羅馬化：Pyotr Olegovich Tolstoy；1969年6月20日—）是俄罗斯记者、制片人、主持人、政治人物。自2016年10月5日起，他担任国家杜马副主席。
2020年至2022年，他担任欧洲委员会议会副主席。2017年至2022年，他担任俄罗斯联邦会议驻欧洲委员会议会代表团团长。
他是托尔斯泰家族的成员，也是列夫·托尔斯泰的玄孙。

## 制裁
托尔斯泰于2022年因俄乌战争而受到英国政府制裁。